# Grand Canyon Power House
La Grand Canyon Power House est une ancienne centrale électrique américaine située à Grand Canyon Village, dans le comté de Coconino, en Arizona. Protégée au sein du parc national du Grand Canyon, elle constitue une propriété contributrice au district historique de Grand Canyon Village depuis la création de ce district historique le 20 novembre 1975. Elle est inscrite au Registre national des lieux historiques et classée National Historic Landmark depuis le 28 mai 1987.